# Номерні знаки Австрії

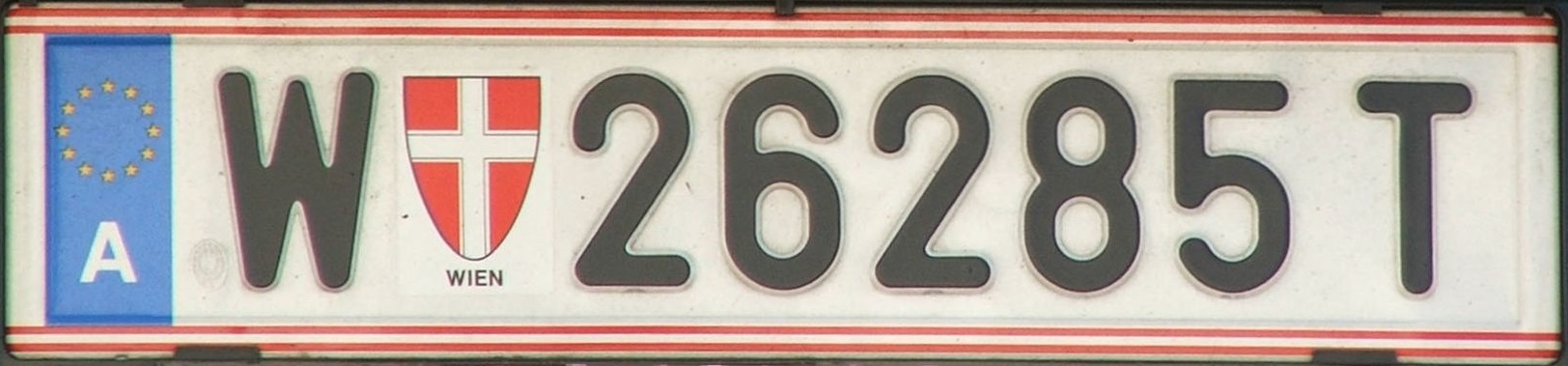
Австрійський автомобільний номерний знак ("W" означає "Відень")

Автомобільні номерні знаки Австрії (нім. Österreichische Kfz-Kennzeichen) використовуються для реєстрації транспортних засобів в Австрії. Вони використовуються для перевірки законності використання, наявності страхування та ідентифікації транспортних засобів.

## Зовнішній вигляд

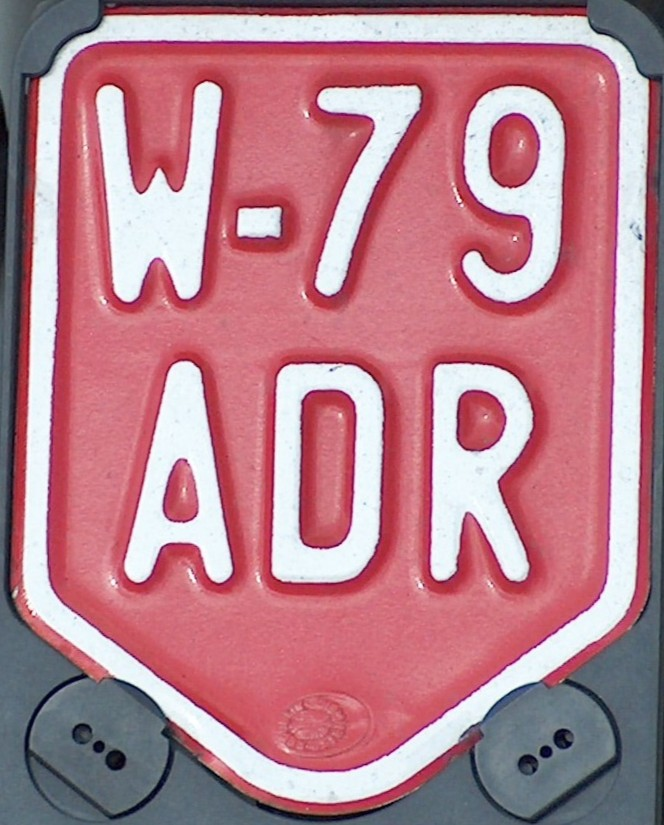
Номерний знак для мопеда

Номерні знаки виготовляють з металу. На них зображені чорні літери та цифри на білому фоні. 1 листопада 2002 на знаках почали зображувати синю європейську стрічку з 12 зірками та кодом країни "A". Зверху та знизу є по три тоненькі смужки в кольорах прапору Австрії. На кожному автомобілі повинні бути по два знаки - спереду та позаду.
Пластини автодилерів зелені з білими літерами, тимчасові пластини блакитні з білими літерами, номери для іноземних причепів червоні з білими літерами. Для мотоциклів та авто з невеликими місцями кріплення пластин існують маленькі номерні знаки, з двома рядками тексту. Знаки для мопедів відрізняються за формою та виглядом. Вони червоні з білими літерами.

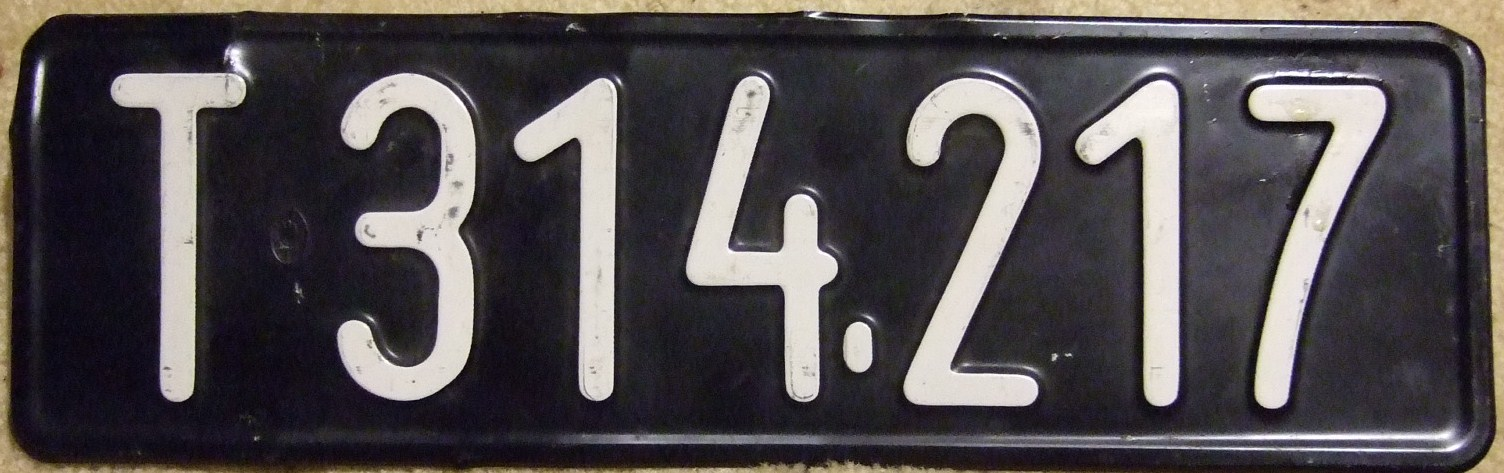
Австрійський номерний знак зразку 1947 року

Перші номерні знаки було видано в 1906 році. До 1989 року австрійські номерні знаки були чорного кольору з білими літерами. На старих номерних знаках було по 1-2 букви та по 3-6 цифр.

## Літерно-цифрова система
Літерно-цифрова схема реєстраційних знаків має формат «XX-(герб федеральної землі)-цифри-літера(и)» або «XX-(герб федеральної землі)-особистий літерний номер-цифра»
- XX - одна або дві літери позначають адміністративний округ, де проживає власник авто. Столиці провінцій мають одну букву, всі інші округи - по дві.
- герб федеральної землі, до якої належить округ; дипломатичні транспортні засоби замість нього мають дефіс (-)
- цифри і букви використовуються в порядку зростання.

## Індивідуальні номерні знаки

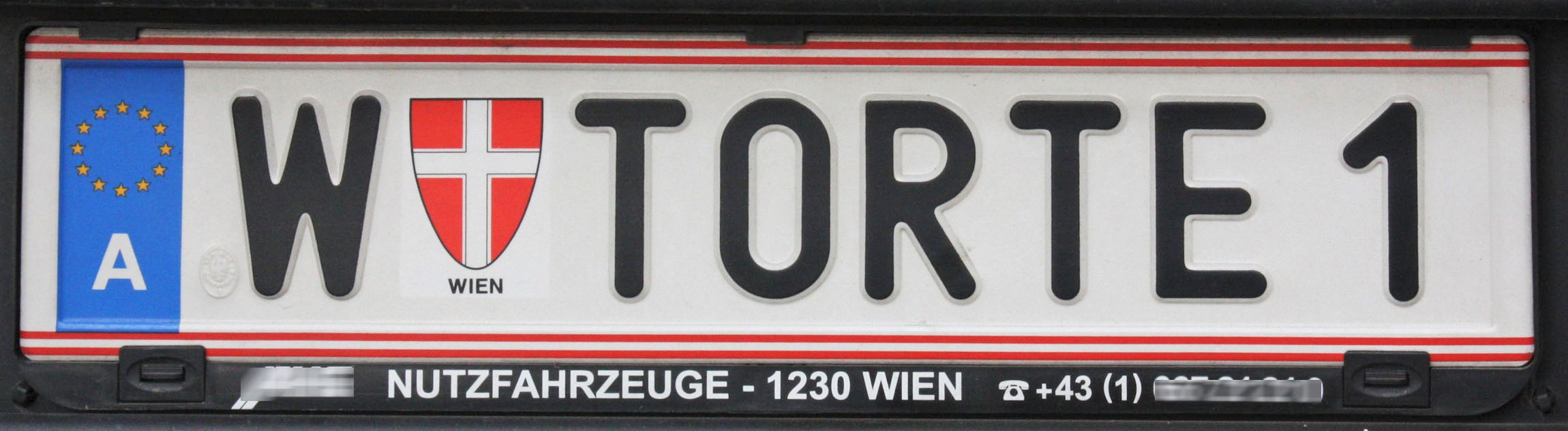
Індивідуальний номерний знак

В Австрії можливо отримати індивідуальний номерний знак, сплативши 245 євро. Формат знаку буде «xx-провінція-замовлений напис-номер з однієї цифри» (напр. G ∇ TOMMY 1)

## Серії для регіонів

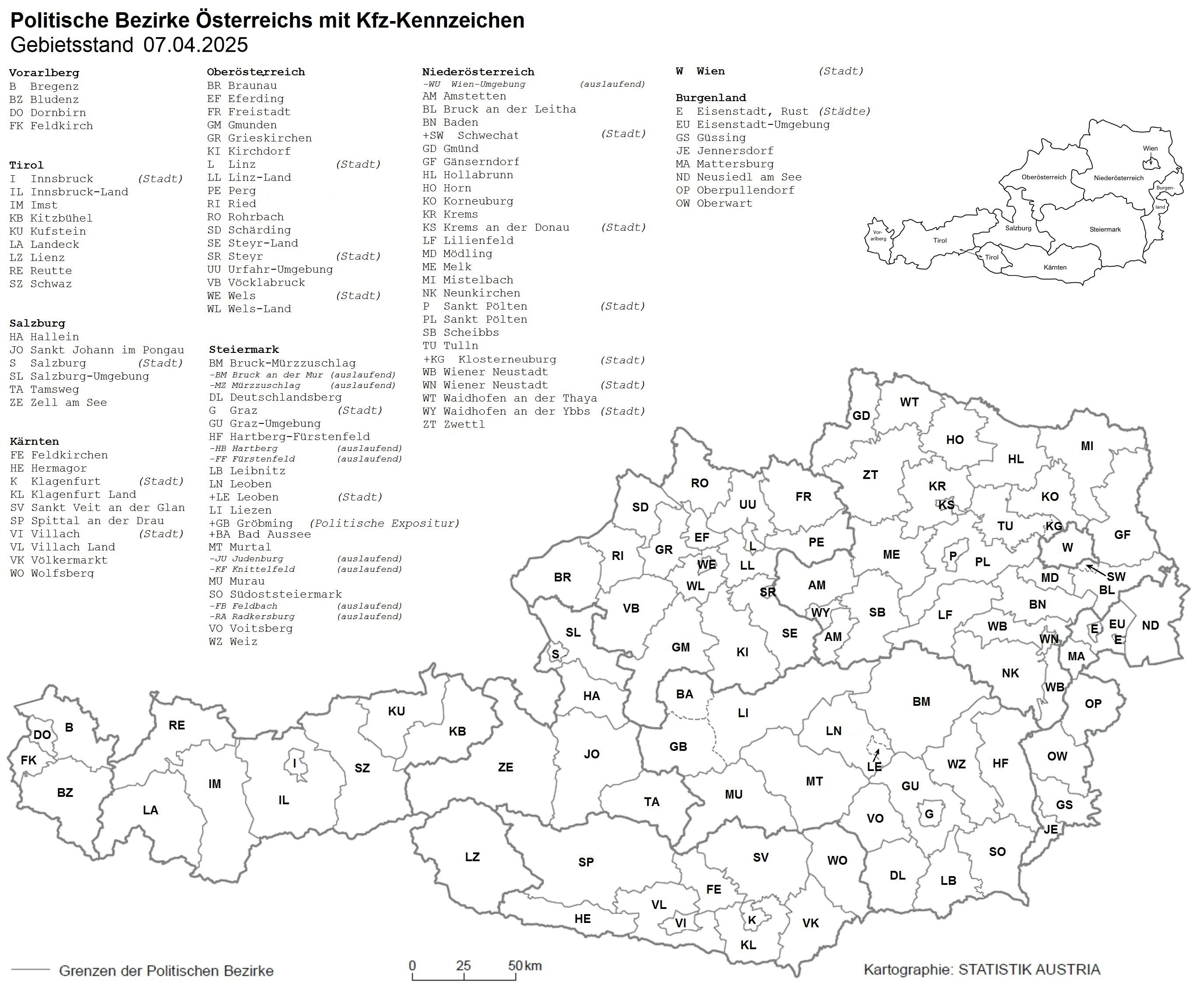
Літерні коди округів Австрії

### Зарезервовані сполучення
Приклади = A ∇ 1, PT ∇ 12345
- A — федеральний уряд
- BB — Bundesbahnen (федеральна залізниця) (вилучається, замість цього використовується W ∇ 1234 BB)
- BD — Kraftfahrlinien Bundesbus (федеральна автобусна служба)
- BG — Gendarmerie (жандармерія) — з 2005 року не видається, оскільки жандармерія та поліція були об'єднані
- BH — Bundesheer (армія)
- BP — Bundespolizei (поліція)
- FV — Finanzverwaltung (фінансова адміністрація)
- JW — Justizwache (поліція юстиції)
- PT — Post & Telekom Austria (національна телефонна компанія)
- ZW — Zollwache (митниця)

Приклад = FW ∇ 1234 W, FW ∇ 123 KU
- FW — Feuerwehr (пожежні команди)

Приклади = W ∇ 1234 BE, AM ∇ 123 RD, ZE ∇ 123 TX
- BE — Bestattung (ритуальні послуги)
- BF — Berufsfeuerwehr (Професійна пожежна команда)
- EW — E-Werk (електроенергетичні компанії)
- FF — Freiwillige Feuerwehr (добровольчі пожежні команди)
- FW — Freiwillige Feuerwehr (добровольчі пожежні команди)
- GW — Gaswerk (газовоенергетичні компанії)
- GT — Gütertransport (транспортні засоби, що перевозять товари)
- KT — Kleintransport (приватні транспортні засоби, що перевозять посилки)
- LO — Linienomnibus (державні автобусні служби)
- LR — Landesregierung (уряд Нижньої Австрії)
- LV — Landesregierung (уряд Тіроля)
- MA — Magistrat Wien (суспільні роботи в Відні)
- MW — Mietwagen (прокат автомобілів)
- RD — Rettungsdienst (швидка допомога)
- RK — Rotes Kreuz (Червоний хрест)
- TX — Taxi (таксі)

### Міста та округа
| - BR — Braunau - EF — Eferding - FR — Freistadt - GM — Gmunden - GR — Grieskirchen - KI — Kirchdorf - LL — Linz-Land - PE — Perg - RI — Ried | - RO — Rohrbach - SD — Schärding (також дипломатичний корпус в Зальцбурзі) - SE — Steyr-Land - SR — Steyr (місто) - UU — Urfahr-Umgebung - VB — Vöcklabruck - WE — Wels (місто) - WL — Wels-Land |

| - AM — Amstetten - BL — Bruck an der Leitha - BN — Baden - GD — Gmünd (також дипломатичний корпус в Штирії) - GF — Gänserndorf - HL — Hollabrunn - HO — Horn - KG — Клостернойбург (місто) - KO — Korneuburg - KR — Krems (округ) - KS — Krems an der Donau (місто) - LF — Lilienfeld - MD — Mödling | - ME — Melk - MI — Mistelbach - NK — Neunkirchen (також консульський корпус в Нижнії Австрії) - PL — St. Pölten (округ) - SB — Scheibbs - SW — Schwechat (місто) - TU — Tulln - WB — Wiener Neustadt (округ) - WN — Wiener Neustadt (місто) - WT — Waidhofen an der Thaya - WU — Wien-Umgebung (—2016) - WY — Waidhofen an der Ybbs (місто) - ZT — Zwettl |

| - BA — Bad Aussee (—2012) → LI - BM — Bruck an der Mur (—2012) → Bruck-Mürzzuschlag - DL — Deutschlandsberg - FB — Feldbach (—2012) → SO - FF — Fürstenfeld (—2012) → HF - GB — Gröbming - GU — Graz-Umgebung - HB — Hartberg (—2012) → HF - HF — Hartberg-Fürstenfeld (2013—) - JU — Judenburg (—2011) → MT - KF — Knittelfeld (—2011) → MT | - LB — Leibnitz - LE — Leoben (місто) - LI — Liezen - LN — Leoben - MT — Мurtal (2012—) - MU — Murau - MZ — Mürzzuschlag (—2012) → BM - RA — Radkersburg (—2012) → SO - SO — Südoststeiermark (2013—) - VO — Voitsberg - WZ — Weiz |

### Дипломатичні та консульські приставки
В Австрії використовують спеціальні географічні приставки для дипломатичного та консульського транспорту в залежності від федеральної землі, в якій вони перебувають. В декількох випадках дипломатичні та консульські приставки збігаються з приставками міст та округів на звичайних номерних знаках.
- - BD — Дипломатичний корпус в Бургенланді. (до 1997, наразі належить Федеральній автобусній службі)
  - GD — Дипломатичний корпус в Штирії, також використовується на номерних знаках округа Gmünd
  - GK — Консульський корпус в Штирії
  - KD — Дипломатичний корпус в Каринтії
  - KK — Консульський корпус в Каринтії
  - ND — Дипломатичний корпус в Нижній Австрії, також використовується на номерних знаках округа Neusiedl am See
  - NK — Консульський корпус в Нижней Австрії, також використовується на номерних знаках округа Neunkirchen
  - OD — Дипломатичний корпус в Верхній Австрії
  - OK — Консульський корпус в Верхній Австрії
  - SD — Дипломатичний корпус в Зальцбурзі, також використовується на номерних знаках округа Schärding
  - SK — Консульський корпус в Зальцбурзі
  - TD — Дипломатичний корпус в Тиролі
  - TK — Консульський корпус в Тиролі
  - VD — Дипломатичний корпус в Форарльберзі
  - VK — Консульський корпус в Форарльберзі, також використовується на номерних знаках округа Völkermarkt
  - WD — Дипломатичний корпус в Відні
  - WK — Консульський корпус в Відні

## Галерея

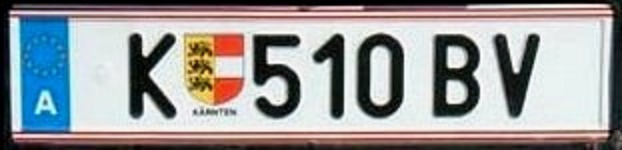
Номерний знак в Клагенфурт-ам-Вертерзе
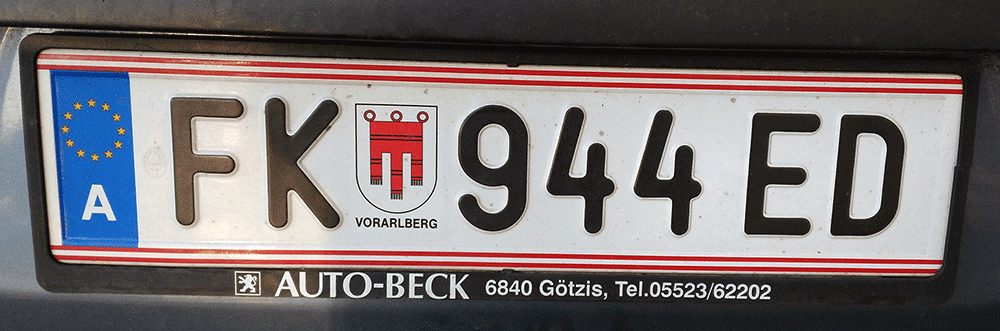
Номерний знак в Фельдкірху
Ліцензія на електротранспортЛіцензія на електротранспорт
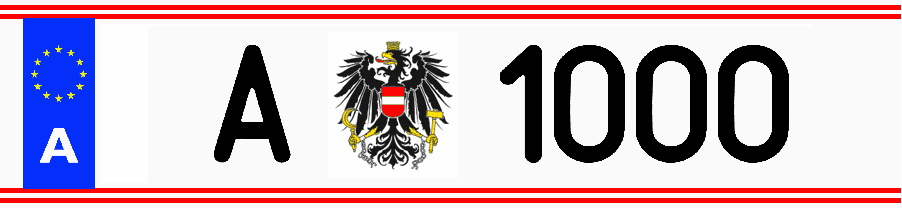
Номерний знак федерального уряду
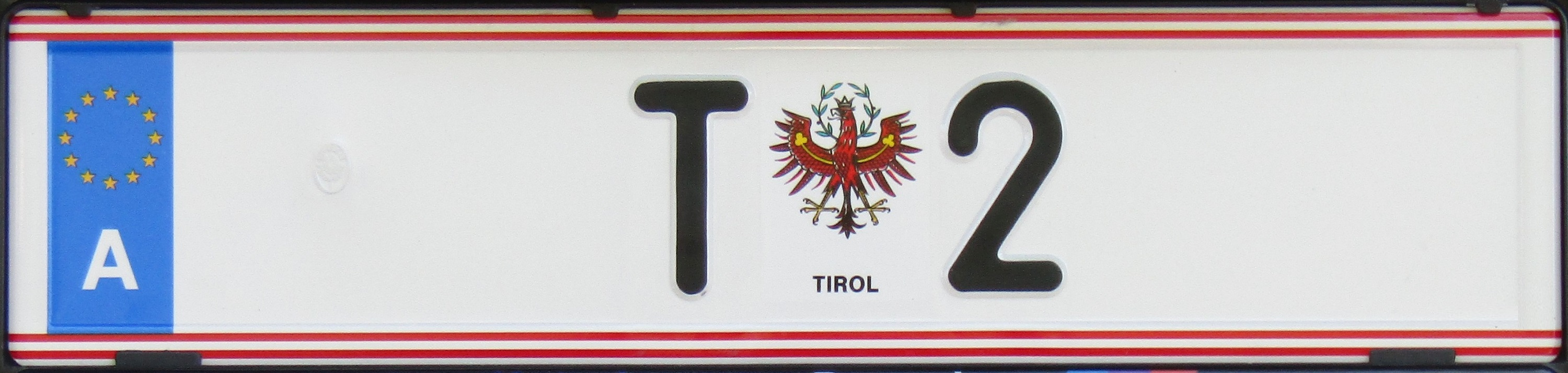
Номерний знак уряду  (Тіроль)
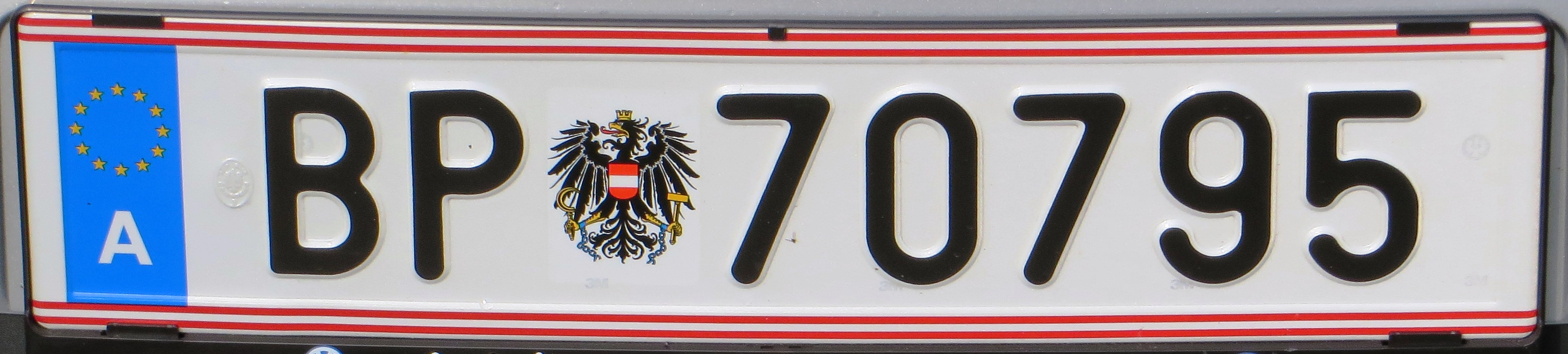
Номерний знак поліції
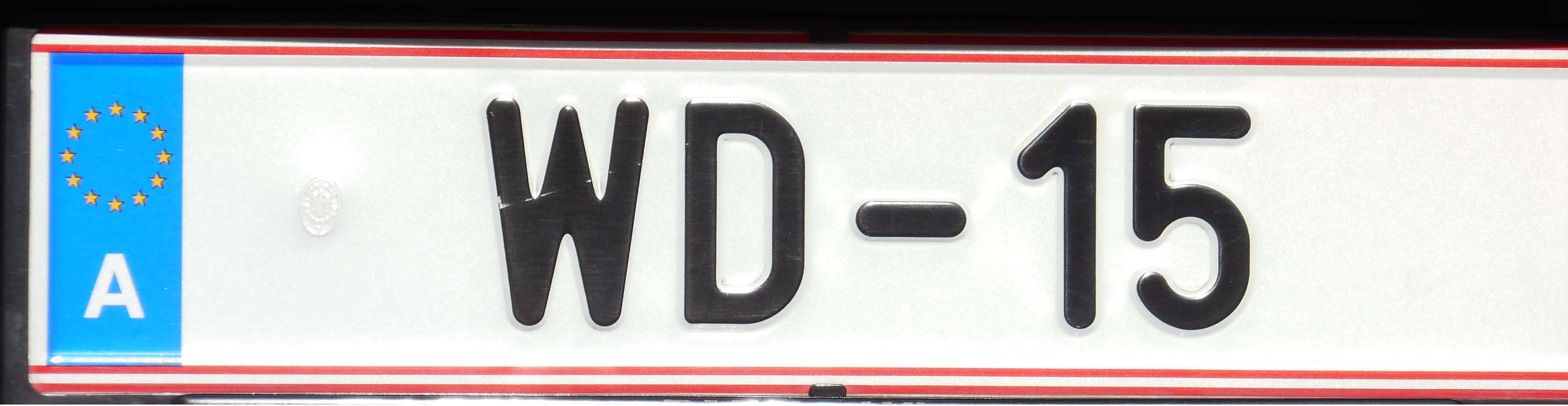
Дипломатичний номерний знак
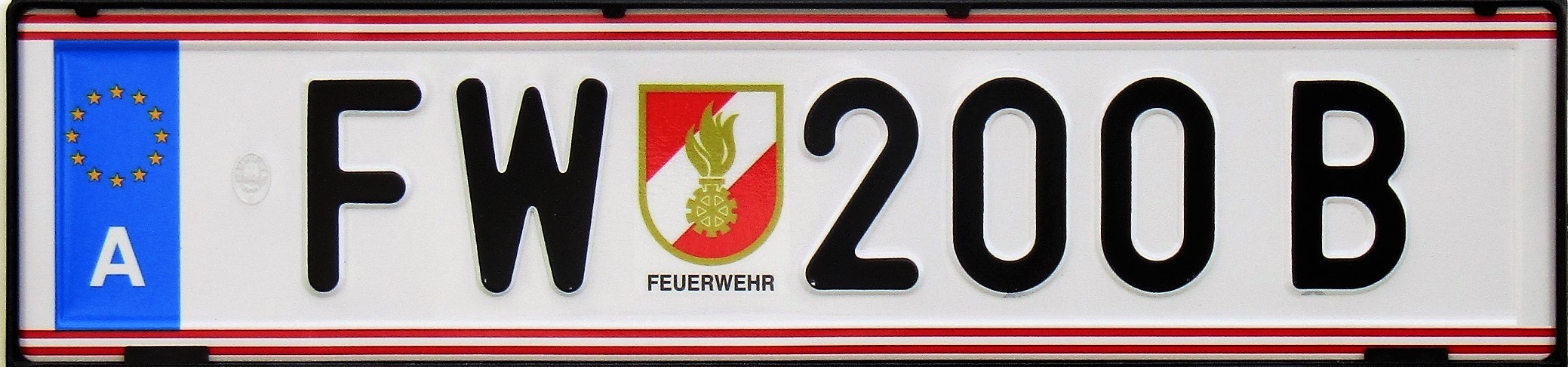
пожежні команди (B = Брегенц)
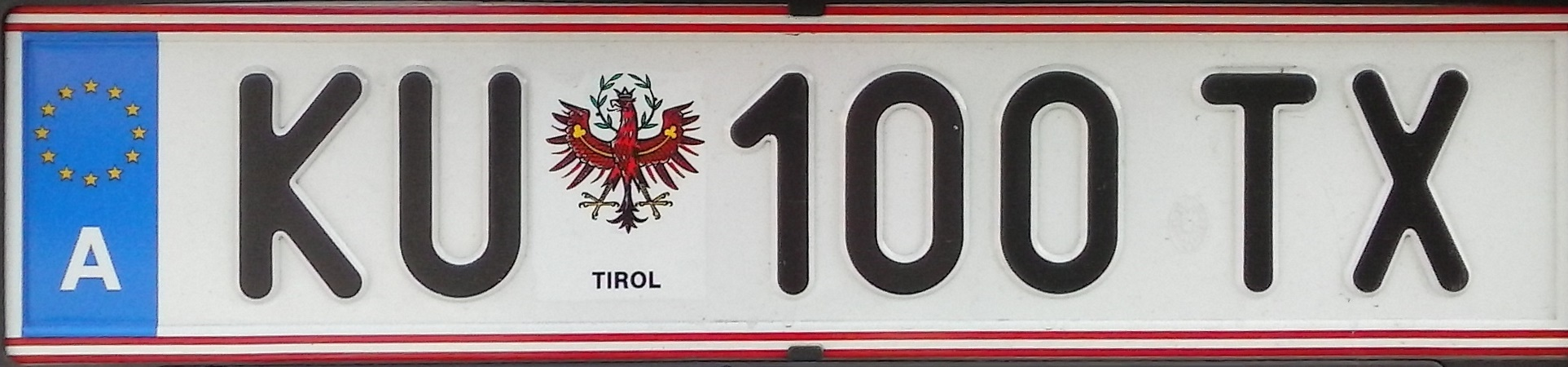
таксі (KU = Куфштайн)
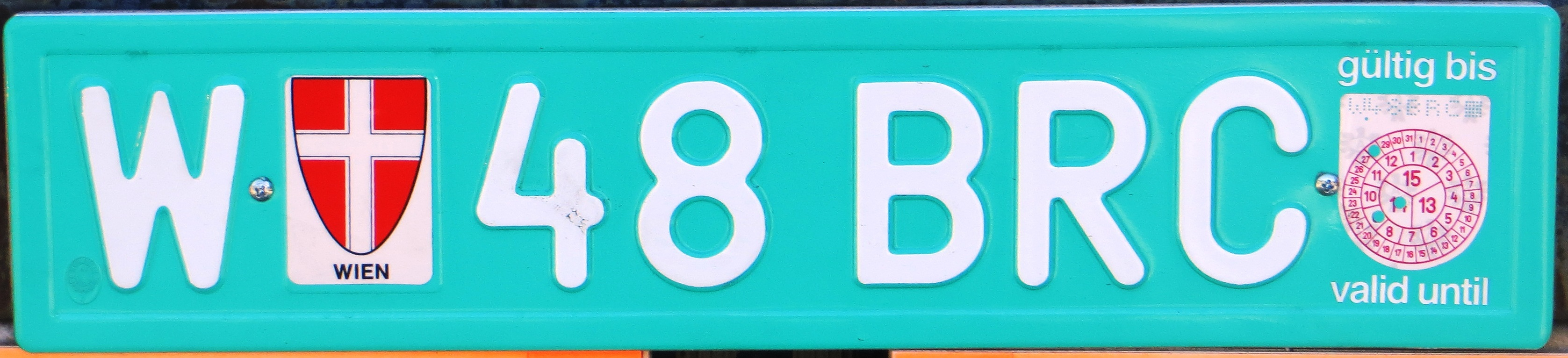
Тимчасовий номерний знак
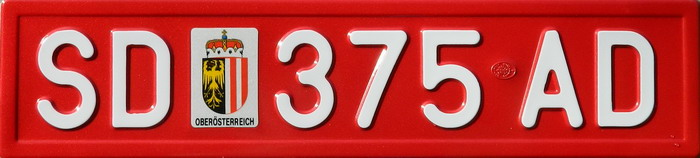
Номерний знак для іноземних причепів
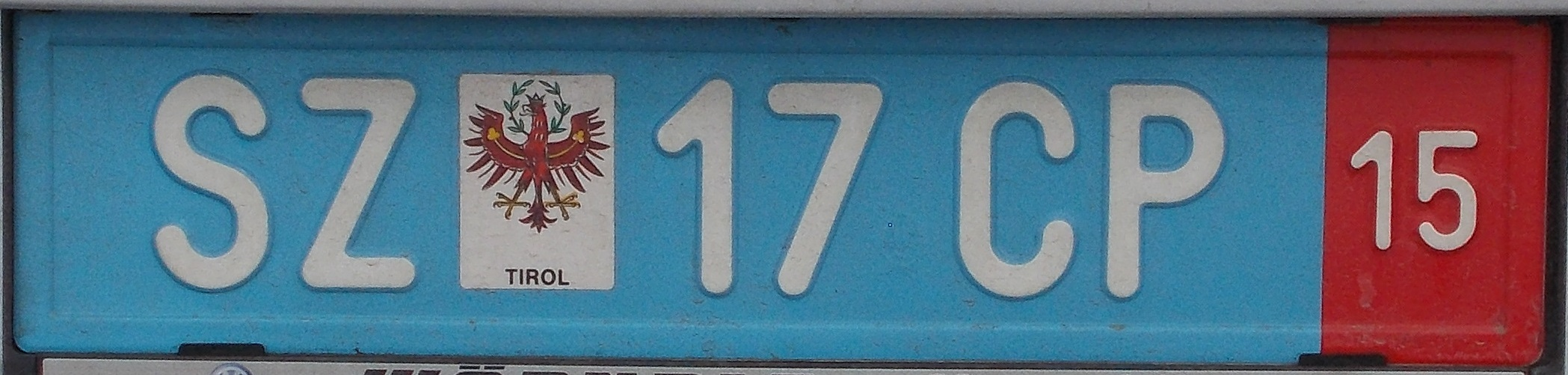
тимчасовий номерний знак